# サテライト秋田
サテライト秋田（サテライトあきた）は、秋田県秋田市茨島（ばらじま）にある競輪場外車券売場（通称：サテライト）である。以前の業種はパチンコ店（MQリゾート茨島店）を改修後、全国でも一番新しいサテライトであり、秋田市では初のサテライトをオープン。主に郊外に多く設置する事の多いサテライトだが、同施設は珍しく秋田市の中心市街地にある為、アクセスが非常にしやすい。特に競輪を初めて覚える方には、優しい施設を目指している。同敷地内に隣接している立体駐車場を完備しているので、車で気軽に利用しやすい。2024年12月1日より場内にインターネット投票コーナーを設置し、チャリ・ロトからも車券購入（重賞式・ミッドナイト競輪など全ての車券に対応）が可能になった。設置会社は株式会社サテライト東北。

## サテライト秋田
サテライト秋田は2022年6月4日に開設。青森競輪場の開催及び、全国の特別競輪、記念競輪、ナイター競走を含む一部のFI・FIIを最大1日4場発売している。営業時は必ずナイターレースを発売しているのが特徴。競輪初心者向け番組として、2023年10月より毎週水曜日午後２時〜エフエム椿台 79.6MHz「のっち場長とこぶちゃんのジャンジャンサテアキ♪」を放送中。サテライト秋田にて、競輪選手が来場するイベントも多数開催しており、2022年12月にガールズケイリンの日野未来選手と元競輪選手の有坂直樹さん（秋田県大仙市出身）を招き、トークショーや予想会を開催。2023年3月には、守澤太志選手（秋田県大仙市出身）と有坂直樹さん。同月には郡司浩平選手、久米詩選手が来場。同年９月には、古性優作（大阪100期）選手と、ガールズケイリンの荒川ひかり（茨城110期）選手（司会：服部佳代子さん）が来場して、普段お目にかかれない選手のトークを真剣に耳を傾けるファンも多数来場。同年10月には、人気競輪選手の佐藤慎太郎選手と有坂直樹さんとの師弟コンビによる、トークショー（司会：服部佳代子さん）も実現して、会場のファンを大いに喜ばせた事も。2024年６月の開業２周年記念イベントでは、坂井洋（栃木115期）選手とガールズケイリンの山口伊吹（長崎116期）選手が来場（司会：服部佳代子さん）のスペシャルトークショーを開催。多くのファンを楽しませて大盛況でイベントを終了。

## 施設
- 観覧席
  - 一般観覧席　※無料
  - 特別観覧席（プレミアムシート）※有料
  - 特別観覧席（VIPルーム / Aタイプ/Bタイプ）※有料
- 食堂（なごみ食堂）

## アクセス
- 秋田駅より車で20分、羽後牛島駅より徒歩で10分
- 秋田天王線県道56号沿い。茨島交差点（ばらじまこうさてん）そば
- 秋田自動車道秋田南ICから車で15分
- 秋田空港から車で25分
- 最寄りのバス停はハローワークバス停前